# Wyżnice
Wyżnice (niem. Horst) – osada w Polsce położona w województwie warmińsko-mazurskim, w powiecie ostródzkim, w gminie Ostróda. Wchodzi w skład sołectwa Szyldak.
W latach 1975–1998 miejscowość administracyjnie należała do województwa olsztyńskiego.